# Vår blick mot helga berget går
Vår blick mot helga berget går är en psalm för Kristi förklarings dag av Edvard Evers, skriven 1906 och 1914. Texten är hämtad från Matteusevangeliet 17:1-9. Den har en utdragen tillkomsthistoria då den bland annat bygger på en psalm av Thomas Kingo och på flera tidigare varianter på samma tema, som Evers skrev till olika psalmboksförslag.
Melodi var ursprungligen Edvard Griegs "Den store hvide flok"[källa behövs], men psalmen fick senare en egen melodi av Otto Olsson 1916.

## Publicerad i
- Nya psalmer 1921, tillägget till 1819 års psalmbok som nummer 523 under rubriken "Kyrkans högtider: Kristi förklaring".
- 1937 års psalmbok som nummer 140 under rubriken "Kristi Förklarings dag".
- Herren Lever 1977 som nummer 880 under rubriken "Kyrkans år - Kristi förklarings dag".[1]
- Den svenska psalmboken 1986, 1986 års Cecilia-psalmbok, Psalmer och Sånger 1987, Segertoner 1988 och Frälsningsarméns sångbok 1990 som nummer 165 under rubriken "Kristi förklarings dag".
- Finlandssvenska psalmboken 1986 som nummer 121 under rubriken "Kristi förklarings dag".
- Lova Herren 1987 som nummer 206 under rubriken "Kristi förklarings dag".